# Alfred Böttcher

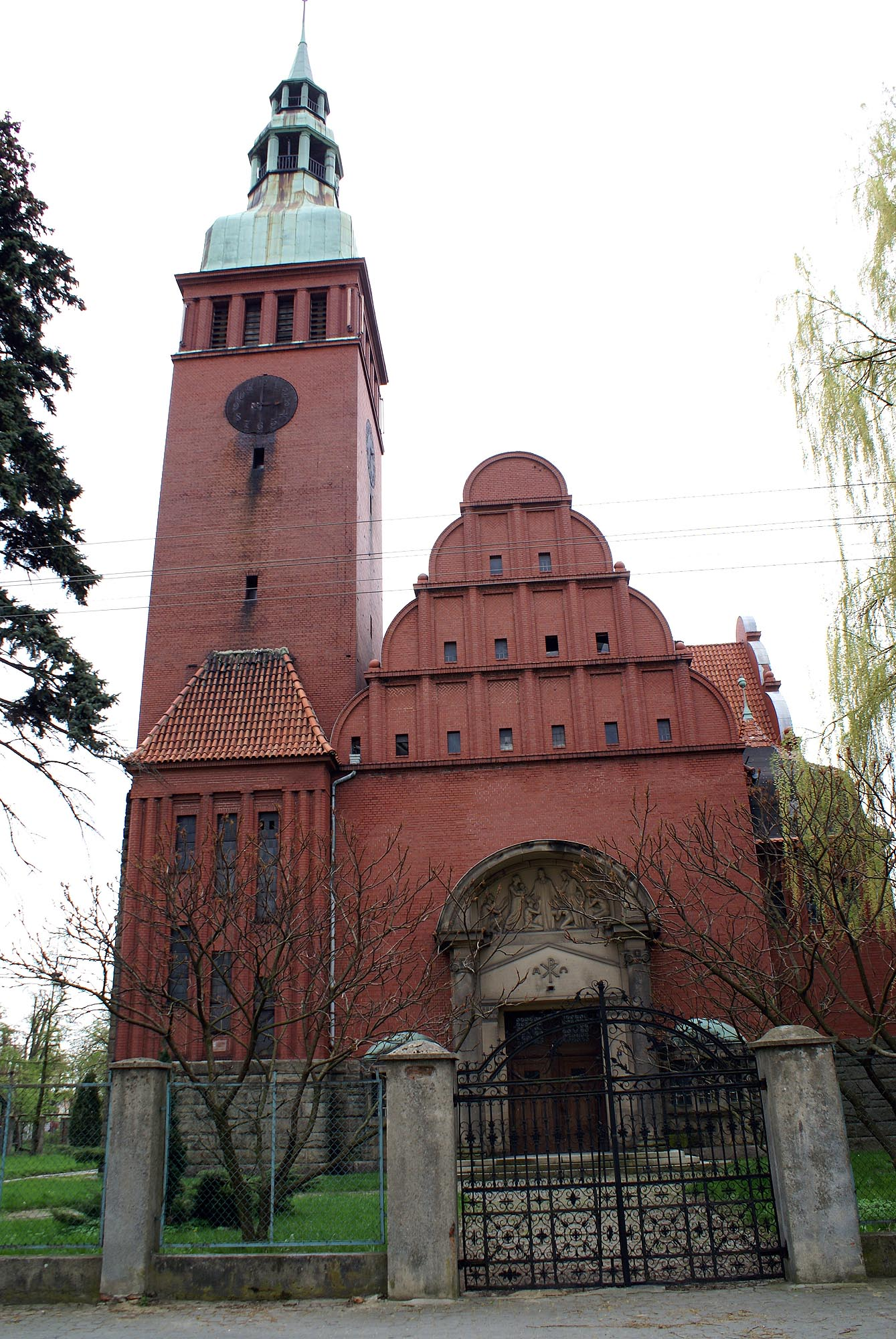
Kościół ewangelicki w Prusicach z 1909

Alfred Böttcher (ur. 1872, zm. 1926) – niemiecki architekt aktywny w pierwszym ćwierćwieczu XX w. we Wrocławiu.

## Życiorys
Od roku 1900 aż do swojej śmierci prowadził wraz z Richardem Gaze spółkę Böttcher & Gaze. We współpracy z nim powstały najbardziej znane projekty budynków Böttchera, z których dużą część stanowiły kościoły ewangelickie i obiekty służące wspólnocie luterańskiej: ewangelicki kościół św. Jana (1909), siedziba korporacji akademickiej Lusatia (1905), willa Dzialasa na Zalesiu (1909), dom towarowy Centawer (1911), kamienica przy dzisiejszej ul. Powstańców Śl. 137, obecnie akademik Atol (1911), ratusz w Kamiennej Górze (1904–1905), pałac w Skorogoszczy (1910) hotel Haus Oberschlesien w Gliwicach (1923), kościół ewangelicki na Klecinie (1905), znajdującej się wówczas poza granicami Wrocławia, kościół ewangelicki w Obornikach Śląskich (1905), kościół ewangelicki w Prusicach (1909).

## Literatura
- Rafał Eysymontt, Jerzy Ilkosz, Agnieszka Tomaszewicz, Jadwiga Urbanik (red.): Leksykon architektury Wrocławia. Wrocław: Via Nova, 2011. Brak numerów stron w książce